# Chambre des nationalités
Assemblée actuellement dissoute
Complexe de l'Assemblée de l'Union
La Chambre des nationalités (en birman : အမျိုးသားလွှတ်တော် romanisé : Amyotha Hluttaw) est la chambre haute de l'Assemblée de l'Union (Pyidaungsu Hluttaw), le parlement bicaméral de la Birmanie. Elle siège à Naypyidaw, la capitale du pays.
Comme la Chambre des représentants, elle est suspendue le 1er février 2021 après un coup d'État militaire.

## Système électoral

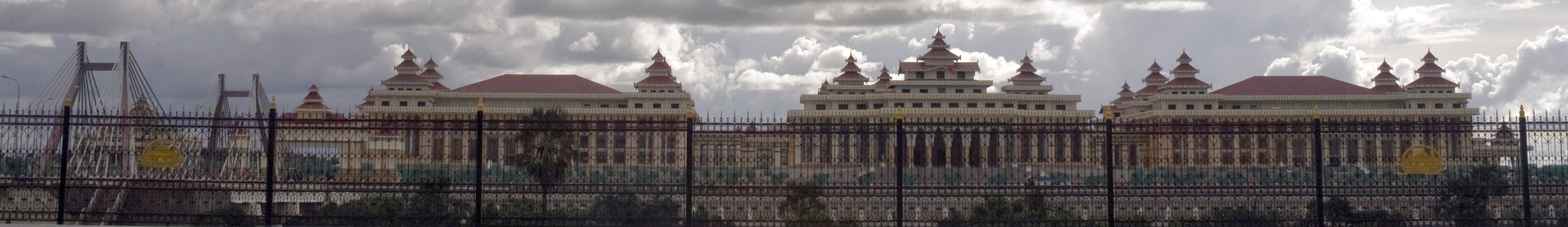
Complexe de l'Assemblée de l'Union où se situe le bâtiment de la Chambre des nationalités, à Naypyidaw.

La Chambre des nationalités est composée de 224 sièges renouvelés tous les cinq ans, dont 168 à pourvoir au scrutin uninominal majoritaire à un tour à raison de 12 sièges pour chacune des sept régions et sept États du pays. Les 56 sièges restants sont nommés par le commandant en chef des Forces armées birmanes. 
De seconds tours peuvent exceptionnellement avoir lieu en cas d'égalité, des voix entre les deux candidats arrivés en tête. L'élection du représentant d'une circonscription n'est, par ailleurs, reconnue valide qu'à condition que la participation y atteigne le quorum de 50 % des inscrits. À défaut, un nouveau scrutin est organisé dans la circonscription concernée.